# Gwenda Blair
Gwenda Linda Blair (geb. 10. Mai 1943 in Washington, D.C.) ist eine US-amerikanische Journalistin, Hochschullehrerin und Sachbuchautorin.

## Leben
Gwenda Blair ist eine Tochter des Anwalts Newell Blair und dessen Ehefrau Greta Blair, geb. Flintermann. Nach dem Schulabschluss am Wheaton College in Massachusetts studierte sie an der University of Michigan und schloss dort 1964 mit dem Bachelor ab. Anschließend studierte sie Journalistik an der University of California in Berkeley, die sie mit Master of Arts (M.A.) beendete.
Sie publizierte eine Zeit lang als freie Journalistin in Zeitungen und Zeitschriften wie Chicago, The Village Voice, SmartMoney, Esquire, Daily News, Newsweek, New York, TV Guide, The New York Times (NYT) und Politico. Gwenda Blair lebt in Chicago und lehrt an der Columbia University Graduate School of Journalism in New York.
Als Buchautorin debütierte sie 1980 mit einer Biografie über die Schriftstellerin Laura Ingalls Wilder. Ihre Biografie über die NBC-Nachrichtensprecherin Jessica Savitch (1947–1983), die 1988 erschien, wurde ein Bestseller und 1995 verfilmt. Im Jahr 2000 folgte The Trumps, eine Monographie über den damaligen Immobilienunternehmer Donald Trump, seinen Vater Fred C. Trump und die aus der Pfalz stammenden Großeltern. Dieses Buch wurde 2017, nachdem Donald Trump US-Präsident geworden war, zum dritten Mal aufgelegt. 2005 erschien Donald Trump. Master Apprentice, das sich mit Trumps Reality-Show The Apprentice befasste. Auf diesen beiden Büchern basierte der im selben Jahr ausgestrahlte TV-Film Trump Unauthorized (deutsche Fassung: Donald Trumps große Show) mit Louis Ferreira in der Hauptrolle.

## Schriften
- Laura Ingalls Wilder. Putnam Publishing Group, New York 1980.
- mit Barbara Deming: Remembering who we are. In dialogue with Gwenda Blair, Kathy Brown, Arthur Kinoy, Bradford Lyttle, Susan Sherman, Leah Fritz, and Susan Saxe. Pagoda Publications, University of Michigan, Tallahassee 1981.
- Mop ’n’ Glow. The Absorbing Story of the Contraceptive Sponge. In: The Village Voice, 1 (1984), S. 1.
- Citizen Peretz. The Political Evolution of a Man (Martin Peretz), his Magazine (The New Republic), and his Movement (liberalism) from Left to Right. In: Esquire, Juli (1985).
- Almost Golden. Jessica Savitch and the Selling of Television News. Simon & Schuster, New York 1988, ISBN 978-0-671-63285-4.

- The Trumps. Three Generations that Built an Empire. Simon & Schuster, 2000, ISBN 0-7432-1079-4.
  - The Trumps. Three Generations of Builders and a Presidential Candidate. Simon & Schuster, 2015. (Nachdruck mit neuem Vorwort.)
  - The Trumps. Three Generations of Builders and a President. Simon & Schuster, 2017, ISBN 978-0-7432-1079-9. (Nachdruck mit neuem Vorwort.)
- Donald Trump. Master Apprentice. Simon & Schuster, New York 2005, ISBN 0-7432-7510-1.
- Donald Trump. The Candidate. Simon & Schuster, New York 2007, ISBN 978-1-4165-4654-2.